# Інтерактивна дошка

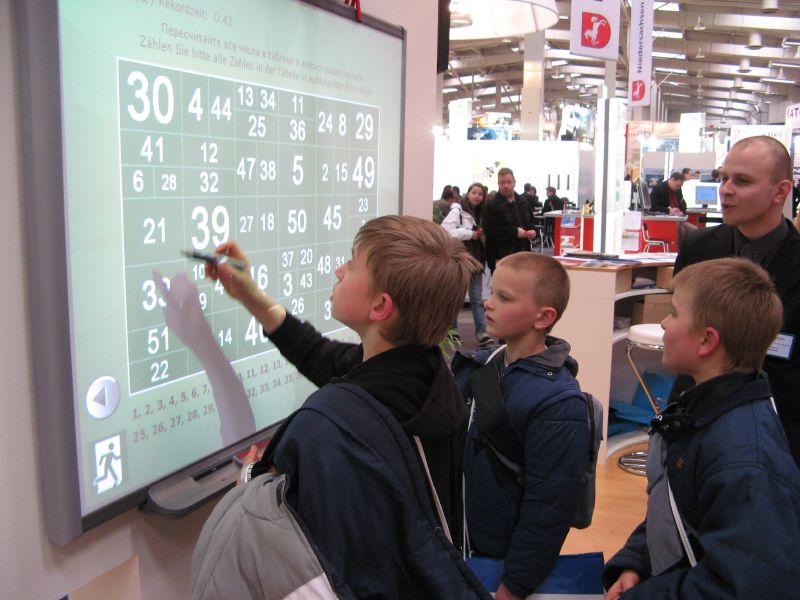
Інтерактивна дошка

Інтеракти́вна до́шка (від англ. Interactive WhiteBoard — «інтерактивна біла дошка») — пристрій, що поєднує в собі можливості звичайної маркерної дошки з можливостями комп'ютера. 
Разом з мультимедійним проектором стає великим інтерактивним екраном. Управління здійснюється дотиком руки або будь-яким непрозорим предметом. За допомогою інтерактивної дошки можна відкрити будь-який комп'ютерний додаток або вебресурс й демонструвати потрібну інформацію або ж малювати. Намальоване чи написане, можливо зберегти у вигляді комп'ютерних файлів, роздрукувати, надіслати електронною поштою, навіть зберегти у вигляді Web-сторінок і розмістити їх в інтернеті. Під час роботи з інтерактивною дошкою учень засвоює інформацію не тільки через аудіальний і візуальний канали сприйняття, але й через кінестетичний, що майже не використовується в сучасній педагогіці. Тому діти, які недоотримали інформації через цей канал — є потенційними «трійочниками»[джерело?]. Цю ситуацію можуть виправити саме інтерактивні технології[джерело?] — кожен учень інтуїтивно обирає найзручніший для себе спосіб сприйняття інформації при роботі з інтерактивною дошкою.
Найбільшої популярності інтерактивні дошки набули в середніх навчальних закладах.[джерело?]